# The First Vision
The First Vision è la prima raccolta video della cantautrice statunitense Mariah Carey. È un insieme di video musicali, performance live e di dietro-le-quinte contenenti alcuni dettagli sulla creazione del suo primo album "Mariah Carey". Il video originale venne pubblicato nel 1991 in VHS, e poi in DVD in Giappone nella fine del 2004, e in tutto il mondo nel 2006.
Sono contenuti i video dei primi quattro singoli della cantautrice ("Vision of Love", "Love Takes Time", "Someday" e "I Don't Wanna Cry"). Sono incluse anche delle parti del video di "There's Got to Be a Way". Inoltre sono contenuti all'interno delle performance dal vivo dei suoi singoli "Vision of Love", "Love Takes Time", della sua traccia album "Vanishing" e della cover di "Don't Play That Song (You Lied)".

## Tracklist
1. "Vision of Love" (music video)
2. "Vanishing" (live)
3. "Love Takes Time" (music video)
4. "Don't Play That Song (You Lied)" (live)
5. "I Don't Wanna Cry" (music video)
6. "Someday" (New 12" Jackswing) (music video)
Bonus Videos
7. "Love Takes Time" (live)
8. "Vision of Love" (live)

## Posizioni in classifica
| Chart                          | Massima posizione | Certificazioni | Vendite |
| ------------------------------ | ----------------- | -------------- | ------- |
| Canadian Music Video Chart     |                   | Oro            | 50,000  |
| U.S. Billboard Top Music Video | 2                 | Platino        | 100,000 |